# Iulius Paullus
Iulius Paullus (sein Praenomen ist nicht bekannt) war ein im 3. Jahrhundert n. Chr. lebender Angehöriger des römischen Ritterstandes (Eques).
Durch eine Inschrift, die beim Kastell Habitancum gefunden wurde und die auf 201/300 datiert wird, ist belegt, dass Paullus Tribun der Cohors I Vangionum war, die in der Provinz Britannia stationiert war. Beim Kastell wurde auch noch eine Weihinschrift gefunden, die Paullus errichten ließ.